# Ходель, Гленн
Гленн Ходель (нем. Glenn David Hodel; род. 22 ноября 1996) — швейцарский игрок в пляжный футбол. Участник четырёх чемпионатов мира (2015, 2017, 2019, 2021). Лучший бомбардир чемпионата мира 2021 года. Победитель Евролиги 2022 года.

## Биография
Его отец был болельщиком «Тоттенхэм Хотспур» поэтому назвал сына в честь футболиста Гленна Ходдла. Его дядя — Марк Ходель — футболист, выступал за ряд швейцарских клубов и национальную сборную.
Гленн в 12 лет занялся футболом в команде Лимматталя, однако спустя два года переключился на занятия пляжным футболом благодаря Штефану Мейеру, который стал его личным тренером. Спустя год Мейер основал клуб «Бич Кингс Эммен», заявившийся для участия в чемпионате Швейцарии по пляжному футболу. Мейер пригласил в новую команду и Ходеля, который дебютировал в турнире в 15-летнем возрасте. Отыграв три года за «Бич Кингс Эммен» Ходель в 2015 году перешёл в «Грассхоппер». В составе команды в первом же сезоне стал лучшим бомбардиром швейцарского чемпионата, забив 38 голов.
Позднее выступал за турецкий «Аланьяспор», польскую «Бока Гданьск», российский ЦСКА, швейцарский «Шаржер Базеланд», украинский «Артур Мьюзик», итальянский «Наполи» и испанский «Леванте».
С 2015 года — игрок сборной Швейцарии по пляжному футболу. Его первыми крупными турнирами на международном уровне стали Европейские игры в Баку и чемпионат мира в Португалии. В 2021 году с 12 забитыми голами стал лучшим бомбардиром чемпионата мира. Наибольший успех Ходеля — победа в Евролиге 2022 года.

## Достижения
- Бронзовый призёр Европейских игр: 2019
- Бронзовый призёр чемпионата мира: 2021
- Лучший бомбардир чемпионата мира: 2021
- Лучший бомбардир чемпионата Швейцарии: 2015